# آندرس کنرادسن
آندرس کنرادسن (انگلیسی: Anders Konradsen؛ زادهٔ ۱۸ ژوئیهٔ ۱۹۹۰) بازیکن فوتبال اهل نروژ است.
از باشگاه‌هایی که در آن بازی کرده‌است می‌توان به باشگاه فوتبال بوده/گلیمت، باشگاه فوتبال رن، و باشگاه فوتبال روزنبورگ اشاره کرد.
وی همچنین در تیم‌های ملی فوتبال زیر ۱۶، ۱۷، ۱۸، ۱۹، ۲۱ و ۲۳ سال نروژ، و همچنین بزرگسالان نروژ بازی کرده‌است.

## زندگی شخصی
برادر آندرس، مورتن نیز بازیکن فوتبال است. آن‌ها همچنین پسر عموی میکل کنرادسن سیده و امیل کنرادسن سیده هستند که آن دو برادر نیز در فوتبال اشتغال دارند.